# Prometheus Society
Die Prometheus Society ist eine Hochbegabtenvereinigung für intellektuell Höchstbegabte.

## Beitrittsbedingungen
Der Beitritt steht Menschen offen, welche einen IQ mit einer theoretischen Seltenheit von mehr als 1:30.000 vorweisen können. Diese sind intelligenter als 99,997 % der Menschen und weisen einen Intelligenzquotienten von 160 (Standardabweichung: 15) vor. Zum Vergleich: Mensa International, der weltweit größte Hochbegabtenverein, nimmt (bei dieser Standardabweichung) Menschen mit einem IQ über 130 auf. Dies entspricht dem 98. Perzentil und einer theoretischen Seltenheit von 1:50. Die Prometheus Society ist damit sechshundertmal selektiver als Mensa.

## Gründung
Gegründet wurde die Prometheus Society 1982, ursprünglich als Xenophon Society, von Ronald K. Hoeflin, einem mit dem Rockefeller-Preis ausgezeichneten Philosophen und Autoren mehrerer IQ-Tests, welcher den Verein als Sozialisationsinstrument, vor allem aber auch als Normgruppe für weitere IQ-Tests im schwer messbaren Bereich jenseits eines IQ von 145 ersonnen hatte.

## Aufnahmekriterium und akzeptierte Tests
Die Prometheus Society akzeptiert für Ergebnisse seit 2004 nur einen einzigen IQ-Test, den englischsprachigen Miller Analogies Test, der jedoch 2023 eingestellt wurde.  Für Tests bis 1995 bzw. 1981 wurden auch Ergebnisse älterer Schulleistungstests (SAT, GRE) akzeptiert.

## Publikationen und Medienpräsenz
Der Verein wurde in mehreren Büchern zur Hoch- und Höchstbegabung, einem Buch über Kriegsveteranen sowie als Beispielfall für brand recognition in einem Buch über Marketing erwähnt und von der New York Times als Hinweis in ihrem Kreuzworträtsel verwendet. Für die Mitglieder selbst gibt der Verein ein Magazin namens Gift of Fire heraus.